# 蜘蛛人：離家日
是一部于2019年上映的美国超级英雄电影，改編自漫威漫画旗下的角色蜘蛛人的故事，本片由哥倫比亞影業和漫威影業共同製作，並由索尼影視娛樂負責發行。本片為2017年電影《蜘蛛人：返校日》的續集和漫威电影宇宙的第二十三部电影作品，亦是漫威电影宇宙“无限传奇”的最后一部电影。本片由強·華茲执导，克里斯·麥肯納和艾瑞克·桑默斯共同撰寫劇本，並由湯姆·霍蘭德、山繆·傑克森、千黛亞、蔻碧·史莫德、強·法夫洛、J·B·史慕福、雅各布·貝塔隆、馬丁·斯塔爾、瑪麗莎·托梅和傑克·葛倫霍主演。本片為首部史丹·李未有在漫威電影宇宙中客串的電影，亦是在《復仇者聯盟：終局之戰》後首部重映的作品。
2016年10月，漫威影業和索尼影視娛樂已經開始為《蜘蛛人：返校日》的續集進行討論。2017年7月，湯姆·霍蘭德確認回歸飾演蜘蛛人。同年12月，強·華茲確認回歸執導電影。主要攝影於2018年7月初在英格蘭、捷克、威尼斯和紐約進行，並於2018年10月結束。
本片於2019年7月2日在美國以IMAX和3D形式發行。該電影的11.31億美元票房超越了2007年電影《蜘蛛人3》的8.9億美元票房，在當時成為有史以來票房最高的蜘蛛人系列電影，並在续集《蜘蛛人：無家日》上映前成為索尼影視娛樂有史以來最賣座的電影。續集《蜘蛛人：無家日》於2021年12月17日在美國上映。

## 劇情
自從復仇者聯盟成功捍衛宇宙且復活宇宙的一半生命過去八個月，尼克·福瑞和瑪莉亞·希爾來到墨西哥伊斯坦科調查“異常風暴”現象，兩人目睹被稱作元素眾之一的土元素以巨人的形態襲擊村落，直到一名超能力者昆汀·貝克現身並施展強大的魔法消滅土元素。在美國紐約，彼得·帕克就讀的中城科技學院為所有剛復活的學生展開新學年，但彼得當時正因導師東尼·史塔克去世而陷入迷惘及悲傷，心神不寧的他於是決定暫時放下「蜘蛛人」使命，拒聽近期一直試圖聯絡他的福瑞來電，參加學校安排為期兩週的歐洲夏季考察之旅作為散心，同時計劃向心儀的女同學MJ表達自己的心意。
彼得一行人首先到達意大利威尼斯，彼得試圖走近MJ卻一直受情敵布萊德·戴維斯阻礙，此時水元素突然現身並破壞城市，彼得隨手拿一副面具蒙着面營救市民。而貝克再度現身消滅水元素，被各大媒體稱為「神秘法師」。福瑞親自到酒店秘密會面彼得，把東尼生前留下的一副墨鏡交託給他，當中裝有名叫「伊蒂絲」（E.D.I.T.H.）的人工智能，其擁有讀取史塔克工業的所有數據和指揮任何太空武器的權限。彼得隨後在地下據點中會見貝克，得知他來自多元宇宙中已被元素眾摧毀的平行世界「833號宇宙」；他因此決定保護彼得的世界以避免遭受相同的命運。隨著貝克相繼消滅風、土與水元素，只剩下最強的火元素。彼得不想打亂旅行而拒絕加入戰局，隔天彼得準備陪同學準備前往法國巴黎，但福瑞有意將他們的旅遊路線更改至火元素將出現的捷克布拉格。
彼得到達布拉格後勉強參戰，預先用伊蒂絲安排所有同學去看歌劇以遠離室外，但MJ疑惑彼得的下落而偷跑出去。彼得換上福瑞提供的黑色戰衣以避免暴露身份，在嘉年華上對決火元素，但由於火元素持續增大，貝克採取自我犧牲式攻擊才將其消滅，最後僥倖生還而成功拯救世界。彼得敬佩貝克的英勇壯舉，心服口服地將伊蒂絲的控制權轉讓給他，讓貝克接任復仇者的新領袖，同時受貝克的鼓勵而回去準備向MJ提出約會。但彼得並不知道自己被騙，貝克其實曾是史塔克工業的立體影像專家，不滿自己的成果被東尼隨意擺弄，之後還遭他以“精神不穩定”為由解僱。心生不滿的貝克召集一群意味相投的史塔克工業前員工，每人各盡其責、利用加裝全息投影儀的隱形戰鬥無人機，採用擴增實境等技術展現出元素眾與逼真的戰鬥場面，再將他完美塑造成世人眼中的新英雄。
MJ陪同彼得在查理大橋上散步時猜測出彼得就是蜘蛛人，表示是靠彼得屢次失蹤、加上她在嘉年華的戰鬥中撿到的碎片上粘著與蜘蛛人的相同蛛絲所判斷。該碎片實為其中一部投影儀，隨即自啟映現出神秘法師對抗元素眾的影像。彼得這才意識到貝克是騙子，於是只能讓MJ和奈德為自己打掩護，趕至德國柏林會面福瑞上交證據。然而福瑞本人還不知情，彼得輕易步入貝克的陷阱，在逼真的幻象中暈頭轉向。貝克嘲諷彼得近來都在“自我欺騙”，隨後用假象套問出彼得的朋友也知情真相，最後誘導彼得走上鐵軌被城際快車撞上。撞傷倖存的彼得在列車上昏過去，醒來後發現自己身在荷蘭，身無分文之下只能聯絡快樂·霍根開飛機來接他。彼得承認自己這段時間一心思念著東尼，因此才會被貝克玩弄於股掌之間，但為了拯救朋友決定重新振作，用飛機上的技術為自己製造一件新戰服。
貝克意圖在倫敦製造出四種元素眾合為一體的最大幻象造出復仇者級別的巨災，再由自己上演英雄來功名利祿，同時藉此機會剷除MJ、福瑞與所有會曝光他的證人。貝克首先將準備回紐約的MJ一行人改在倫敦轉機，派人帶領她們到倫敦塔橋上參觀就萬事俱備。貝克製造的混合元素眾現身，但彼得從高空跳下並用帶電的蜘蛛絲使投影儀癱瘓，貝克便遙控所有無人機追殺彼得，而其中幾架則飛去追殺MJ等人。彼得最終識穿且突破幻象，使貝克被他自己的無人機上的槍械擊傷。彼得奪回伊蒂絲的控制權，下令停止所有無人機，貝克很快便傷重斷氣，其部下威廉躲在遠處複製完數據後逃離現場。
事件結束後，彼得一行人平安回到紐約，完成表白的彼得和MJ的感情也更上一層樓。然而不到一星期，爭議新聞網《號角日報》的主播J·喬納·詹姆森向各大新聞媒體公佈他當日收到的一段“篡改”影片，內容為貝克在死前誣陷蜘蛛人是策劃倫敦襲擊且殺害自己的主謀，甚至公開彼得就是蜘蛛人的事實，使彼得一瞬間陷入極大的困境。另一方面，在此次事件中出面的福瑞和希爾實為史克魯爾人夫婦塔洛斯和索倫變身而成，兩人受福瑞本人委託在地球行動並協助彼得。而福瑞本人當時則身在外太空，指揮著一艘史克魯爾人的太空船。

## 演員
| 演員                          | 角色                                          | 詮釋 |
| 汤姆·赫兰德 Tom Holland       | 「蜘蛛人」彼得·帕克 Spider-Man / Peter Parker | 一名住在紐約市皇后區的高中生，被一隻具有放射性的蜘蛛咬傷後獲得了蜘蛛般的超能力。受到東尼·史塔克的賞識而參與復仇者聯盟的內戰，並在泰坦星戰役中正式成為復仇者聯盟的成員。如今從彈指事件復活後因為東尼的去世而使他的身心受影響而心神不寧。 |
| 山繆·傑克森 Samuel L. Jackson | 尼克·福瑞 Nick Fury                           | 前神盾局局長，經過神盾局瓦解和多次外星戰爭後與搭檔希爾成立私人組織對抗企圖侵略地球的敵人，這次為了應對元素眾的襲擊而招募旅遊中的彼得。                                                                                                  |
| 千黛亞 Zendaya                | 蜜雪兒·「MJ」·瓊斯 Michelle "MJ" Jones        | 彼得的同校同學，頭腦卓越因而成為彼得的科學小組一員，跟彼得互有好感但都未有表示，並因彼得於行程中多次無故消失而推測出他就是蜘蛛人。 |
| 蔻碧·史莫德 Cobie Smulders    | 瑪莉亞·希爾 Maria Hill                        | 前神盾局特工兼副局長，福瑞的左右手，同時擔任復仇者聯盟的強力支援。 |
| 強·法夫洛 Jon Favreau         | 快樂·霍根 Harold "Happy" Hogan                | 史塔克工業的安保負責人，以前擔任東尼·史塔克和其妻子小辣椒·波茲的保鑣兼司機，現在負責監督彼得，同時亦是彼得的心靈導師。 |
| J·B·史慕福 J. B. Smoove       | 朱利亞斯·戴 Julius Dell                       | 彼得的老師之一，身為他的歐洲校外教學導遊，是團隊中的開心果。 |
| 雅各布·貝塔隆 Jacob Batalon   | 奈德·利茲 Ned Leeds                           | 彼得的摯友及同學，愛好科學，受彼得信任，認為利茲能夠保守他身為蜘蛛人的秘密，並為彼得提供技術支援。 |
| 馬丁·斯塔爾 Martin Starr      | 羅傑·哈靈頓 Roger Harrington                  | 彼得的美國學術十項全能導師，總是一副游刃有餘的樣子，這次負責帶領歐洲的校外教學。 |
| 瑪麗莎·托梅 Marisa Tomei      | 梅·帕克 May Parker                            | 彼得的嬸嬸，無意間知道彼得是蜘蛛人。與彼得一樣為五年前消失的生命之一，如今幫助所有有過此經歷因而無家可歸的受害人募款。 |
| 傑克·葛倫霍 Jake Gyllenhaal   | 「神秘法師」昆汀·貝克 Mysterio / Quentin Beck | 一位聲稱來自多元宇宙的超能力者，由福瑞招募幫助彼得阻止其他元素眾摧毀地球，但其實是一名利用全息投影等高科技手段虛構出戰鬥場面的專業騙子。                                                                                                |

東尼·雷佛羅里和安格瑞·萊絲分別回歸飾演彼得的死對頭閃電·湯普森以及彼得的同學貝蒂·布蘭特。哈姆基·馬戴拉回歸飾演彼得常去的雜貨店老闆達瑪先生（Mr. Delmar），但他的戲份在電影中因考量到片長而遭刪減，但已經在本片的重映版本以及藍光光碟中補回。彼得·比靈斯利飾演威廉·金特·瑞瓦（William Ginter Riva），曾為奧巴迪亞·施坦工作的前史塔克工業武器設計師，如今是貝克的無人機設計者；比靈斯利自從2008年電影《鋼鐵人》後首次回歸飾演該角。克萊爾·鄧恩飾演薇多莉亞·史諾（Victoria Snow），貝克的團隊中的電磁脈衝技術員。尼古拉斯·格里夫斯飾演古茲·古特曼（Gutes Guterman），貝克的團隊中的編劇。傑夫·布里吉和小勞勃·道尼分別以歷史回放的方式回歸飾演奧巴迪亞·施坦和「鋼鐵人」東尼·史塔克，兩人的戲份使用2008年電影《鋼鐵人》和2016年電影《美國隊長3：英雄內戰》兩部電影的片段截取。克里斯·埃文斯、史嘉蕾·喬韓森和保羅·貝特尼在電影開首以圖像方式回歸飾演史提芬·羅傑斯、娜塔莎·羅曼諾夫以及幻視以表達纪念。
其他演員包括努曼·阿卡爾飾演福瑞招募的俄裔助手狄米崔，其為彼得的旅遊車司機。瑞米·海依飾演布萊德·戴維斯，彼得的同校同學兼情敵，查克·巴拉克（Zach Barack）飾演彼得的新同學查克（Zach）。J·K·西蒙斯於片尾彩蛋客串飾演J·喬納·詹姆森，身為備受爭議的網路新聞網《號角日報》的主播；這是西蒙斯自從山姆·雷米執導的《蜘蛛人三部曲》之後首次回歸飾演該角，亦為續集《蜘蛛人：無家日》埋下伏筆。班·曼德森和莎朗·布萊分別在片尾彩蛋中飾演塔洛斯和索倫（Soren），兩人均從《驚奇隊長》中回歸飾演各自的角色，但兩者均未掛名。電影中出現的元素眾均是以特效方式塑造，而四種元素形態分別參照蜘蛛人反派中的水人、熔火人、沙人和氣旋所設計，在影片中以全息投影的方式出現。

## 製作

### 發展
2016年6月，索尼影視娛樂的總裁湯姆·羅斯曼透露索尼和漫威影業正在致力於製作未來的《蜘蛛人系列電影》。同月，漫威影業的總裁凱文·費吉表示，如果製作額外的電影，公司有一個早期的想法，按照《哈利波特系列電影》，每一部電影的情節都涵蓋了一個新的學年。續集將在彼得·帕克的高中三年級時期進行。2016年10月，湯姆·霍蘭德透露劇組已經開始為續集的反派及拍攝地點進行討論。2016年12月，在《蜘蛛人：返校日》的預告釋出後，索尼宣佈續集將於2019年7月5日上映。
2017年6月，據透露，索尼將像《蜘蛛人：返校日》一樣使用一名由華特迪士尼公司擁有版權的漫威電影宇宙角色來拍攝電影。凱文·費吉提到續集的片名將與《蜘蛛人：返校日》一樣使用副標題，拍攝預計將於2018年4月或5月開始。艾米·帕斯卡指出，本片將在《復仇者聯盟：終局之戰》結束的「幾分鐘後」開始。費吉說，本片的反派將是還沒在以往的蜘蛛人電影中出場過的人物。2017年7月，強·華茲為回歸執導電影進行洽談，瑪麗莎·托梅表示有興趣回歸飾演梅·帕克。

### 前期製作
2017年8月底，電影進入前期製作階段，克里斯·麥肯納和艾瑞克·桑默斯兩位《蜘蛛人：返校日》的編劇正在為回歸續集進行最後洽談。2017年10月初，雅各布·貝塔隆確認回歸飾演奈德·利茲。2017年12月，費吉確認強·華茲將回歸執導電影。2018年2月，千黛亞預定將回歸飾演蜜雪兒·「MJ」·瓊斯。同年4月下旬，拍攝計劃於2018年7月初開始，費吉指電影將在英國倫敦拍攝，代替第一部電影的拍攝地點亞特蘭大。費吉指出，背後的原因之一是因為電影大部分時候將花在紐約市以外的世界各地上。一個月後，傑克·葛倫霍為電影中的反派神秘法師進行洽談，而且瑪麗莎·托梅和米高·基頓確認回歸分別飾演梅·帕克和禿鷹，麥肯納和桑默斯也確認編寫劇本。2018年6月底，霍蘭德透露電影片名為《Spider-Man: Far From Home》，而且據荷里活報道，葛倫霍確認出演電影。費吉說「片名充滿了另類的意義，同時繼續使用『家』（Home）的詞彙」，並解釋電影會集中在彼得和他的同學前往歐洲放暑假。

### 拍攝

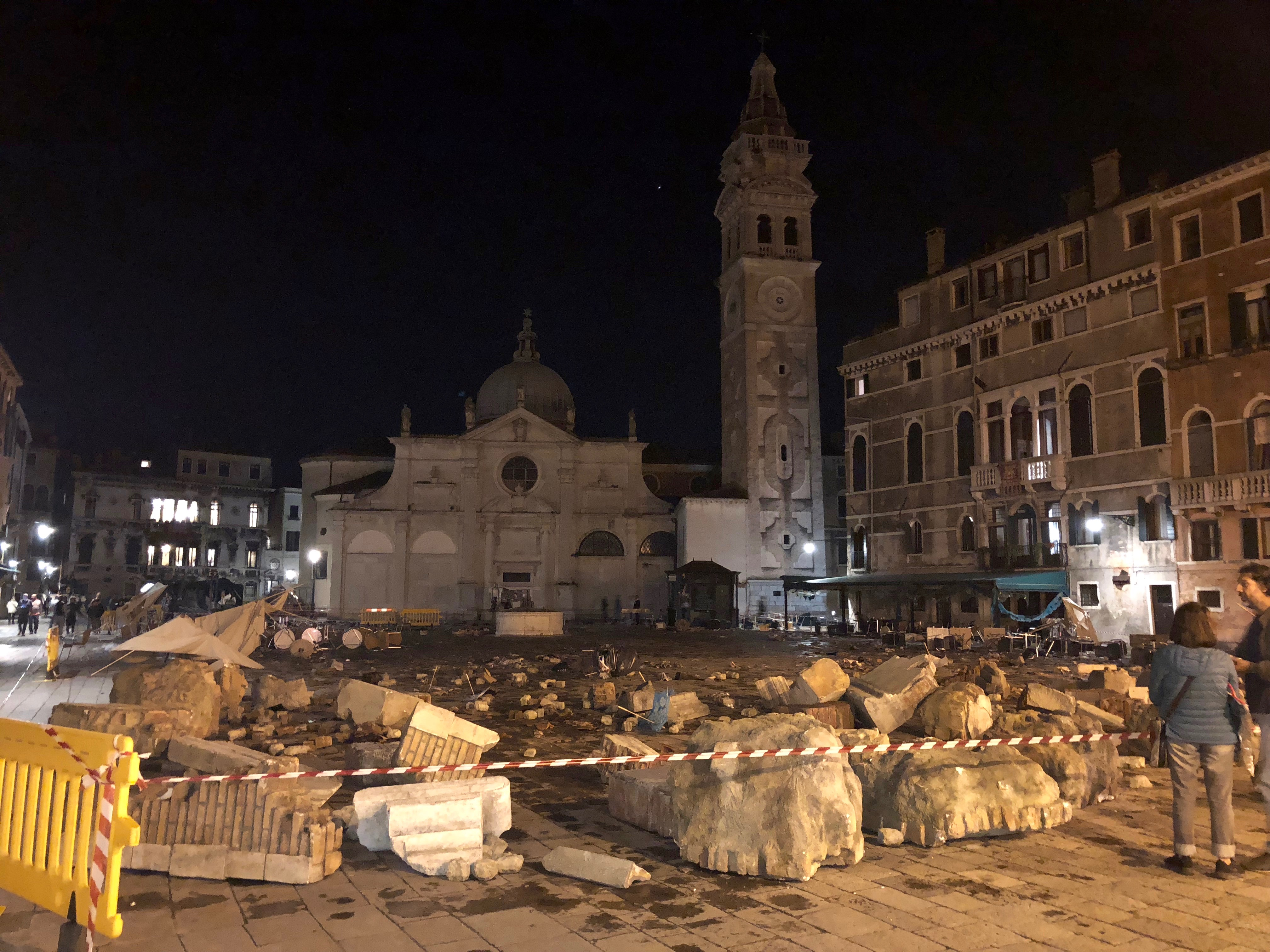
劇組在威尼斯拍攝電影。

主要攝影於2018年7月2日在英格蘭赫特福德郡進行拍攝，暫定名稱為「喬治之殞」（Fall of George）。電影亦在倫敦拍攝，拍攝地點包括東倫敦。拍攝開始後不久，片場照透露哈姆基·馬戴拉將回歸飾演達瑪先生，J·B·史慕福和努曼·阿卡爾加盟劇組。在8月初，山繆·傑克森和蔻碧·史莫德確認出現在電影中，並回歸飾演角色尼克·福瑞和瑪莉亞·希爾。同月，瑞米·海依加盟劇組。同年9月，在捷克布拉格和利貝雷茨進行拍攝，月底移至威尼斯進行拍攝。同年10月，在紐約進行拍攝。2018年10月17日，霍蘭德在Instagram宣佈拍攝結束。

## 音樂
2018年10月，曾為《蜘蛛人：返校日》配樂的麥可·吉亞奇諾將回歸為電影進行配樂工作。電影原聲帶由索尼古典唱片於2019年6月發行。

## 發行
電影原定於2019年7月5日上映，後提前至2019年7月2日在美國以IMAX和3D形式發行。

### 市場營銷
前導預告於2019年1月15日釋出。該預告在24小時內贏得1億3000萬次觀看，超過了前作《蜘蛛人：返校日》的紀錄，成為索尼影視娛樂單日最高點擊的預告片。正式預告於2019年5月6日發布，內容涉及《復仇者聯盟：終局之戰》的結局，霍蘭德因此在預告片片頭現身警告觀眾。預告在24小時內贏得1億3500萬次觀看，超越首支預告的紀錄。

## 迴響

### 評價
根据評論匯總网站爛番茄汇总的456篇评论文章，91%的评论家给予该作正面评价，使之獲得「認證新鮮」標識，平均打分为7.4分（满分10分）。在Metacritic上，55位影評人共給予了69分的分數（滿分100分），這部電影獲得了「普遍好評」。

### 票房
全球票房最終為11.31億美元。北美在首週6天開出1.85億美元，刷新北美影史七月開片票房紀錄。
台灣方面，首日票房為新台幣4,000萬元；首週五天票房為新台幣1.81億元；次週票房累計至新台幣2.96億元；第三週票房累計至新台幣3.41億元；第四週票房累計至新台幣3.63億元；最終全台票房為新台幣3.79億元。
香港方面，首週票房共收4,783萬港元。
马来西亚方面，首日票房收获380万令吉，首週五天票房收获1,900万令吉，截至8月18日，票房共收获3,580万令吉，打破《蜘蛛侠系列》大马票房纪录。
| 上一届： 《千与千寻》             | 2019年中国內地一周票房冠军 第25-26週 | 下一届： 《掃毒2天地對決》 |
| 上一届： 《黑超特警組：反轉世界》 | 2019年香港一週票房冠軍 第26-27週     | 下一届： 《反斗奇兵4》     |
| 上一届： 《玩具總動員4》          | 2019年美國週末票房冠軍 第27-28週     | 下一届： 《獅子王》        |
| 上一届： 《玩具總動員4》          | 2019年台北週末票房冠軍 第27-28週     | 下一届： 《獅子王》        |

## 續集
在本片的片尾片段裡，彼得·帕克（Peter Parker）的真實身分被揭穿，為續集埋下伏筆。
2019年8月，根據Deadline Hollywood報導，華特迪士尼影業和索尼影視娛樂在蜘蛛人系列電影上無法達成新的協議。談判中，迪士尼希望未來與索尼合作的蜘蛛人電影的利潤能從原本的5%提升至50%，但索尼拒絕此提議，索尼後來曾調至25%但又被迪士尼拒絕。索尼宣布對於迪士尼的決定感到遺憾，漫威影業的總裁凱文·費吉在未來將不再擔任新的真人版蜘蛛人電影的製作人。好萊塢報導提及由湯姆·霍蘭德飾演的蜘蛛人恐怕會離開漫威电影宇宙。Variety提出，雖然談判陷入僵局，但還是有可能成功達成新的協議。Deadline Hollywood報導，未來兩部續集有望在導演強·華茲和主演汤姆·赫兰德雙雙回歸下繼續開發。汤姆·赫兰德於2019年迪士尼博覽會上確定未來將繼續飾演蜘蛛人。2019年9月，索尼和漫威影業所屬迪士尼達成協議，迪士尼的分紅佔比提升到25%，漫威影業總裁凱文·費吉繼續擔任製作人，並宣布續集預定於2021年7月16日上映。2020年4月，受冠狀病毒病疫情影響，本片延期至2021年11月5日在美國上映。2020年7月，再度延期至2021年12月17日在美國上映。

## 外部連結
- 互联网电影数据库（IMDb）上《蜘蛛人：離家日》的资料（英文）
- Box Office Mojo上《蜘蛛人：離家日》的資料（英文）
- Metacritic上《蜘蛛人：離家日》的資料（英文）
- 爛番茄上《蜘蛛人：離家日》的資料（英文）
- AllMovie上《蜘蛛人：離家日》的资料（英文）
- 開眼電影網上《蜘蛛人：離家日》的資料（繁體中文）
- Yahoo奇摩電影上《蜘蛛人：離家日》的資料（繁體中文）
- 雅虎香港電影上《蜘蛛人：離家日》的資料（繁體中文）
- 时光网上《蜘蛛人：離家日》的資料（简体中文）
- 豆瓣电影上《蜘蛛人：離家日》的資料 （简体中文）